# ميشال كراتوشفيل
ميشال كراتوشفيل مواليد 7 أبريل 1979 في برن، هو لاعب كرة مضرب سويسري سابق بدأ مسيرته كمحترف سنة 1997 وكان يلعب باليد اليمنى، اعتزل اللعب في 2008. أعلى تصنيف له في الفردي كان المركز الـ 35 في سنة 2002. أعلى تصنيف له في الزوجي كان 269.

## النهائيات

### الوصافة (3)
| الرقم | التاريخ       | الدورة     | الأرضية | الشريك      | المنافس في النهائي                    | النتيجة في النهائي |
| 1.    | 19 أغسطس 1996 | جنيف       | ترابية  | جورج باستل  | باتريك باور / ينز كنيبشيلد            | 6–1, 6–1           |
| 2.    | 15 أغسطس 1999 | فيينا      | ترابية  | بيتر كرالرت | جوليان نول / توماس سترنجبرجر          | 6–3, 6–2           |
| 3.    | نوفمبر, 2004  | لا ريونيون | صلبة    | جيري فانيك  | سانشاي راتيواتانا / سونشات راتيواتانا | W/O                |
| 4.    | 5 أغسطس 2007  | شقوبية     | صلبة    | جيلس مولر   | روهان بوبانا / اعصام الحق قريشي       | 7–6(10–8), 6–3     |

## روابط خارجية
- ميشال كراتوشفيل على موقع رابطة محترفي التنس (الإنجليزية)
- ميشال كراتوشفيل على موقع الاتحاد الدولي لكرة المضرب (الإنجليزية)
- ميشال كراتوشفيل على موقع كأس ديفيز (الإنجليزية)
- ميشال كراتوشفيل على موقع خلاصة التنس.كوم (الإنجليزية)
- ميشال كراتوشفيل على موقع إي إس بي إن.كوم (الإنجليزية)